# التاج مصطفى
التاج مصطفى فنان سوداني من الجيل الثاني من فناني غناء الحقيبة عرف بمواهبه الموسيقية في العزف على الآلات الموسيقية والتلحين والحرفية، ولقب بقيثارة الفن السوداني.

## الميلاد والنشأة
ولد التاج مصطفى واسمه الحقيقي محمد تاج الأولياء مصطفى في عام 1931 م بقرية أم مرحي، وجده هو الشيخ أحمد الطيب البشير، أحد شيوخ الطريقة السمانية الصوفية. ووالدته هي حنانة مصطفى الشيخ ابنة عم التاج. نشأ التاج مصطفى وترعر في حي المسالمة بأم درمان في بيئة فنية غنائية ضمت كلا من علي الشايقي وكرومة وسرور والأمين برهان ومحمد الأمين بادي وأم الحسن الشايقية وعائشة الفلاتية.

## التعليم
بدأ التاج دراسته في خلوة الشيخ زين العابدين، حيث حفظ بعض السور القرآنية وهو لايزال في السابعة من عمره قبل أن تنتقل أسرته إلى أم درمان ليقيموا في حي كرري ومن قم في حي العرب بالمدينة ذاتها.
درس التاج بمدرسة الصناعة التابعة لمعهد أم درمان العلمي في صف واحد مع الشاعر السوداني الشهير التجاني يوسف بشير. وتعلَّم هنالك على مدار السبع سنوات حرفة البناء والتشييد. كما تلقَّى في تلك الفترة دروساً في الموسيقى.
تزوج التاج مصطفى في عام 1956م وأنجب أربع بنات وخمسة أبناء هم محمد والهادي وإحساس وهويدا وخالد ومجدي وسراج و الحان(فاطمه).

## حياته المهنية
مارس التاج بعد تخرجه من المعهد العلمي بأم درمان عدة مهن مختلفة حيث عمل أولاً في مصلحة المخازن والمهمات التابعة للحكومة السودانية، في صناعة الأحذية والحقائب الجلدية ثم أمتهن النجارة، وبعدها اتجه نحو مهنة البناء والتشييد حيث شارك في أعمال بناء عدد من معالم العاصمة المثلثة المعمارية مثل مبنى كلية المعلمات في أم درمان، ومطار الخرطوم الدولي. كما قام بمزالة مهن أخرى متفرقة منها تصليح الساعات، وتشييد البوابات الرخامية، ونحت شواهد القبور.

## مشواره الفني
شارك في بداية مشواره الفني في الدروس الموسيقية التي كان ينظمها الاتحاد العام للفنانين (الاتحاد العام للمهن الموسيقية حاليا) بداره في أم درمان للفنانين الغنائيين لتعلم تدوين الأغاني الموسيقية على السلم الموسيقي وكان معه آنذاك من الفنانين الذين اشتهروا لاحقا عثمان حسين وعثمان الشفيع وأحمد المصطفى وصلاح محمد عيسى والعاقب محمد الحسن وعلاءالدين حمزة.
كما كان يحضر الدروس التمهيدية التي قدمها الأستاذان حسني وشعلان ومن بعدهما الموسيقار المصري مصطفى كامل عازف القانون المصري وكانوا كلهم معلمين بالبعثة التعليمية المصرية بالخرطوم (مدرسة الملك فاروق الثانوية سابقا). كما حضر التاج الدروس التي قدمها العميد أحمد مرجان،مؤلف موسيقى النشيد الوطني السوداني.
وقد انعكست ثقافة التاج الموسيقية على أعماله الغنائية والموسيقية، وأتاحت له فرصة العمل كمدرس للموسيقى في «الجامعة الشعبية» بالسودان. بمشاركة كل من الفنانالعاقب محمد الحسن، والموسيقار إسماعيل عبد المعين، والموسيقار الإيطالي ايزو مايستريللي الذي كان يعمل في السودان آنذاك.
تأثر التاج مصطفى بفناني الحقيبة وفي مقدتهم محمد أحمد سرور وعبد الكريم كرومة وفضل المولى زنقار الذين يعتبرون من رواد فن الغناء الحديث في السودان. يقول التاج في هذا الصدد: «كنت متأثراً بالفنان كرومة. كنت أتابع حفلاته التي تقام في الأحياء المختلفة»
وبدأ في ترديد أغنيات المطربين فضل المولى زنقار وعبد الحميد يوسف وحسن عطية وأحمد المصطفى وإبراهيم الكاشف. وفي ذات مرة وعندما كان يردد أغنية «أنا ما بقطف زهورك» للمطرب إبراهيم الكاشف في حفلة زفاف انتقلت خبر جودة ادائه للغناء وصوته إلى المبارك إبراهيم رئيس مجلة «هنا أم درمان» (لاحقا، مجلة الإذاعة والتلفزيون والمسرح)،آنذاك الذي طلب مقابلته بدار الإذاعة السودانية في أم درمان. وهناك قدم التاج أغنية «فتاة النيل»، للشاعر إسماعيل خورشيد من داخل استوديوالإذاعة مباشرة. ونشرت المجلة الخبر وقدمت التاج لقرائها بالمطرب الجديد.
وفي عام 1958 م فاز التاج مصطفى بجائزة أجمل أغنية صباحية في مسابقة نظمتها الإذاعة السوداني حيث شارك بأغنية «قومي يا سلمى» للشاعر محمد دسوقي.
وكانت أول أغنية سجلها بالإذاعة هي أغنية «يا نسيم أرجوك» في عام 1946 م.

## أغانيه
قدم التاج العديد من الأغنيات التي نالت شهرة في اوساط الجمهور السوداني وبلغ مجمل ما قدمه من أعمال غنائية حوالي 145 خلال الفترة 1947 ـ 1962أغنية. منها:
- ممكون وصابر
- الملهمة
- يا نسيم أرجوك
- بهجة حياتي
- رحلة في النيل
- مليط
- المقرن في الصباح
- الذوق والجمال
- أنا المعذب بالجمال

## شعراء أغنياته
تعامل مع عدد من الشعراء منهم محمد بشير عتيق، عوض فضل الله، إسماعيل حسن، علي محمود التنقاري، الطاهر حسن السُّنِّي، إدريس عمر، فؤاد أحمد عبد العظيم، الطيب يوسف هاشم، عوض أحمد الحسين، محمد علي عبد الله الأمي، عبد المنعم عبد الحي، الأخطل الصغير، ابن المعتز، محاسن رضا، إسماعيل خورشيد، حسين بازرعة، سيف الدين الدسوقي. وغنى للشاعر اللبناني بشارة الخوري أغنية «المها أهدت إليها المقلتين».
قام التاج مصطفى بتلحين بعض الأعمال الغنائية التي لاقت نجاحا لعدد من زملائه من الفنانين من بينهم المطربة عائشة الفلاتية التي لحن لها ثلاث قصائد وهي «الحبايب» و«عنّي مالهم صدوا واتواروا»، و«اسعفوني»، وهي من نظم الشاعر علي محمود التنقاري. ولحن للفنان إبراهيم الكاشف أغنيتين هما «رسائل» للشاعر عبيد عبد الرحمن، وأغنية «العيون» للشاعر سيد عبد العزيز.

## هواياته
التاج مصطفى كان من مشجعي فريق نادي المريخ السوداني. وكان يمارس حمل الأثقال بنادي المريخ.

## النشاط السياسي
على الرغم من أن التاج مصطفى لم يهوي السياسة ولم يمارسها ولكن كانت تربطه علاقات صديقة قوية شملت كبار الزعماء أمثال إسماعيل الأزهري وعبد الله خليل، ومع قيادات الحزب الشيوعي السوداني ومن بينهم سكرتير عام الحزب السابق عبد الخالق محجوب حيث كتنت تعقد بعض اجتماعات الحزب في منزله.

## وفاته
توفي التاج مصطفى في عام 2003 وهو في الثانية والسبعين من العمر.

## نماذج من أغنياته
أضغط للاستماع إلى أغنية الملهمة من تسجيلات مهرجان الثقافة الثالث بالخرطوم

أضغط للاستماع إلى أغنية القطار المرا

للاستماع إلى أغنية 1كريات الأمس